# Desvío Las Colas
Desvío Las Colas es la estación de ferrocarril de las afueras de la localidad de Gualeguay, provincia de Entre Ríos, República Argentina. Se encuentra precedida por la Estación Gualeguay y le sigue la Estación González Calderón.
El 30 de enero de 1891 el ramal Tala-Gualeguay del Ferrocarril Central Entrerriano fue librado al servicio pasando el primer tren por el Desvío Las Colas. Fue desactivado el 1 de junio de 1978.